# Santa Maria della Scala (diaconia)
La diaconìa di Santa Maria della Scala (in latino: Diaconia Sanctae Mariae Scalaris) è collegata alle chiese di Santa Maria Antiqua, Santa Maria Nuova e Santa Maria della Scala a Roma.

## Santa Maria Antiqua
La diaconia di Santa Maria Antiqua, situata nella Regio X dell'antica Roma, fu eretta intorno al 600 da papa Gregorio I. La sua chiesa fu costruita tra il V ed il VI secolo nell'atrium Minervae, dove venivano conservati gli attestati di congedo dei legionari romani. Nonostante i vari restauri, papa Leone IV, poiché la chiesa era in rovina, trasferì la diaconia nella chiesa di Santa Maria Nuova, fatta costruire nei pressi della Via Sacra.

## Santa Maria Nuova
La diaconia di Santa Maria Nuova fu eretta da papa Leone IV in sostituzione di quella di Santa Maria Antiqua. Fu soppressa l'8 agosto 1661 da papa Alessandro VII. Il 17 marzo 1887, papa Leone XIII riammise il titolo come titolo presbiterale di Santa Maria Nuova.

### Titolari
- Pagano (1088 o più tardi - 1101)
- Teobaldo (circa 1102 - 1121)
- Aimerico, C.R.L. (1121 - 1143)
- Giovanni, Can.Reg.S.Fred. (17 dicembre 1143 - 1153 deceduto)
- Giovanni Pizzuti, C.R.S.V.P. (dicembre 1155 - 1157 ? nominato cardinale diacono di Santa Maria in Portico)
- Girolamo, Can.Reg.S.Fred. (1164 - prima del 1177 deceduto)
  - Lanfredo (1166 - circa 1168), pseudocardinale dell'antipapa Pasquale III
- Matteo, Canonico Regolare (marzo 1178 - 1182 nominato cardinale presbitero di San Pietro in Vincoli)
- Albino da Milano, C.R. S. Maria di Crescenziano (1182 - 1185 nominato cardinale presbitero di Santa Croce in Gerusalemme)
- Bernardo, Can.Reg.S.Fred. (12 marzo 1188 - 1193 nominato cardinale presbitero di San Pietro in Vincoli)
- Pietro Valeriano Duraguerra (17 dicembre 1295 - 17 dicembre 1302 deceduto)
- Raymond de Got (15 dicembre 1305 - 26 giugno 1310 deceduto)
- Raymond Guillaume des Fargues (19 dicembre 1310 - 5 ottobre 1346 deceduto)
- Pierre Roger de Beaufort (29 maggio 1348 - 30 dicembre 1370 eletto papa)
- Ludovico Altavilla (o Campano d'Altavilla, o di Capua) (18 settembre 1378 - 1380 deceduto)
  - Amedeo di Saluzzo (o de Saluces) (23 dicembre 1383 - 28 giugno 1419 deceduto), pseudocardinale dell'antipapa Clemente VII
- Marino Bulcani (o Vulcani) (20 novembre 1385 - 8 agosto 1394 deceduto)
- Giacopo (anche Jacopo) del Torso (9 maggio 1408 - 1413 deceduto)
  - Giacomo Isolani (1420 ? - 9 febbraio 1431 deceduto), pseudocardinale dell'antipapa Giovanni XXIII
- Vacante (1431 - 1440)
- Pietro Barbo (1º luglio 1440 - 16 giugno 1451 nominato cardinale presbitero di San Marco)
- Vacante (1451 - 1461)
- Francesco Gonzaga (2 aprile 1462 - 21 ottobre 1483 deceduto)
- Giovanni Arcimboldi (15 novembre 1483 - 2 ottobre 1488 deceduto)
- Giovanni Battista Orsini (23 marzo 1489 - 27 febbraio 1493 nominato cardinale presbitero dei Santi Giovanni e Paolo)
- Cesare Borgia (23 settembre 1493 - 18 agosto 1498 dimesso)
- Raymond Pérault, O.E.S.A., titolo pro illa vice (29 aprile 1499 - 5 settembre 1505 deceduto)
- Francisco Lloris y de Borja (17 dicembre 1505 - 22 luglio 1506 deceduto)
- Sigismondo Gonzaga (16 dicembre 1506 - 3 ottobre 1525 deceduto)
- Ercole Gonzaga (5 maggio 1527 - 6 luglio 1556); titolo pro illa vice (6 luglio 1556 - 2 marzo 1563 deceduto)
- Federico Gonzaga (4 marzo 1563 ? - 21 febbraio 1565 deceduto), titolo pro illa vice
- Ippolito II d'Este (13 aprile 1565 - 2 dicembre 1572 deceduto)
- Filippo Guastavillani (14 luglio 1574 - 8 novembre 1577 nominato cardinale diacono di Santa Maria in Cosmedin)
- Andrea d'Austria (11 dicembre 1577 - 12 novembre 1600 deceduto)
- Alessandro d'Este (15 novembre 1600 - 11 gennaio 1621 nominato cardinale diacono di Sant'Eustachio)
- Maurizio di Savoia (17 marzo 1621 - 19 aprile 1621 nominato cardinale diacono di Sant'Eustachio)
- Ippolito Aldobrandini (17 maggio 1621 - 16 marzo 1626 nominato cardinale diacono di Sant'Angelo in Pescheria)
- Marzio Ginetti (6 ottobre 1627 - 6 febbraio 1634 nominato cardinale diacono di Sant'Angelo in Pescheria)
- Vacante (1634 - 1642)
- Giulio Gabrielli (10 febbraio - 10 novembre 1642 nominato cardinale diacono di Sant'Agata alla Suburra)
- Virginio Orsini, O.B.E. (10 novembre 1642 - 14 marzo 1644 nominato cardinale diacono di Santa Maria in Cosmedin)
- Rinaldo d'Este (28 novembre 1644 - 12 dicembre 1644 nominato cardinale diacono di San Nicola in Carcere)
- Giovan Carlo de' Medici (1645 - 1656 nominato cardinale diacono di San Giorgio in Velabro)
- Diaconia soppressa nel 1661

## Santa Maria della Scala
La diaconia di Santa Maria della Scala fu eretta da papa Alessandro VII nel concistoro del 14 gennaio 1664 per sostituire quella di Santa Maria Nuova.

### Titolari
- Paolo Savelli (11 febbraio 1664 - 14 gennaio 1669 nominato cardinale diacono di San Giorgio in Velabro)
  - Vacante (1669 - 1670)
- Buonaccorso Buonaccorsi (19 maggio 1670 - 18 aprile 1678 deceduto)
- Gianfrancesco Ginetti (22 settembre 1681 - 12 gennaio 1682 nominato cardinale diacono di Sant'Angelo in Pescheria)
  - Vacante (1682 - 1686)
- Johannes Walter Sluse (30 settembre 1686 - 16 luglio 1687 deceduto)
- Rinaldo d'Este (20 dicembre 1688 - 21 marzo 1695 dimesso)
- Domenico Tarugi (2 gennaio 1696 - 27 dicembre 1696 deceduto)
  - Vacante (1696 - 1706)
- Carlo Colonna (25 giugno 1706 - 6 maggio 1715 nominato cardinale diacono di Sant'Angelo in Pescheria)
  - Vacante (1715 - 1724)
- Alessandro Falconieri (20 novembre 1724 - 26 gennaio 1734 deceduto)
- Luigi Antonio di Borbone-Spagna (19 dicembre 1735 - 18 dicembre 1754 dimesso)
  - Vacante (1754 - 1766)
- Saverio Canale (1º dicembre 1766 - 20 marzo 1773 deceduto)
  - Vacante (1773 - 1777)
- Gregorio Antonio Maria Salviati (28 luglio 1777 - 27 settembre 1780 nominato cardinale diacono di Santa Maria in Cosmedin)
  - Vacante (1780 - 1789)
- Filippo Campanelli (3 agosto 1789 - 29 novembre 1790 nominato cardinale diacono di Sant'Angelo in Pescheria)
  - Vacante (1790 - 1800)
- Luigi Maria di Borbone-Spagna, titolo pro hac vice (20 ottobre 1800 - 19 marzo 1823 deceduto)
  - Vacante (1823 - 1843)
- Paolo Mangelli Orsi (30 gennaio 1843 - 22 febbraio 1844 nominato cardinale diacono di Santa Maria in Cosmedin)
  - Vacante (1844 - 1853)
- Prospero Caterini (10 marzo 1853 - 18 dicembre 1876 nominato cardinale diacono di Santa Maria in Via Lata); in commendam (18 dicembre 1876 - 28 ottobre 1881 deceduto)
- Pietro Lasagni (30 marzo 1882 - 19 aprile 1885 deceduto)
  - Vacante (1885 - 1886)
- Augusto Theodoli (10 giugno 1886 - 26 giugno 1892 deceduto)
  - Vacante (1892 - 1895)
- Girolamo Maria Gotti, O.C.D., titolo pro illa vice (2 dicembre 1895 - 19 marzo 1916 deceduto)
  -  Vacante (1916 - 1921)
- Camillo Laurenti (16 giugno 1921 - 16 dicembre 1935); titolo pro illa vice (16 dicembre 1935 - 6 settembre 1938 deceduto)
- José María Caro Rodríguez, titolo pro illa vice (17 maggio 1946 - 4 dicembre 1958 deceduto)
- Julius August Döpfner, titolo pro illa vice (18 dicembre 1958 - 24 luglio 1976 deceduto)
  - Vacante (1976 - 1994)
- Carlos Oviedo Cavada, O. de M., titolo pro illa vice (26 novembre 1994 - 7 dicembre 1998 deceduto)
- François-Xavier Nguyễn Văn Thuận (21 febbraio 2001 - 16 settembre 2002 deceduto)[1]
- Stanisław Kazimierz Nagy, S.C.I. (21 ottobre 2003 - 5 giugno 2013 deceduto)
  - Vacante (2013 - 2016)
- Ernest Simoni, dal 19 novembre 2016